# Maciej Kułakowski (artysta)
Maciej Kułakowski (ur. 12 marca 1996 w Gdańsku) — polski wiolonczelista.

## Życiorys
Urodził się 12 marca 1996 w Gdańsku, jest synem Bogdana, pianisty, pedagoga. Naukę gry na wiolonczeli rozpoczął w wieku lat sześciu w Ogólnokształcącej Szkole Muzycznej im. Feliksa Nowowiejskiego w Gdańsku w klasie wiolonczeli mgr Jadwigi Ewald. Następnie studiował w Hochschule fϋr Musik w Mannheim u prof. Michaela Flaksmana, oraz w Berlinie w klasie prof. Wolfganga Emanuela Schmidta i w Akademii Muzycznej w Gdańsku w klasie Marcina Zdunika.
Był stypendystą Ministra Kultury i Dziedzictwa Narodowego w latach 2010, 2012 i 2013 oraz stypendystą i studentem Internationale Musikakademie w Fürstentum w Liechtensteinie.
Uczestniczył w kursach mistrzowskich prowadzonych przez Fransa Helmersona, Garry Hoffmanna, Philippe Mullera, Arto Norasa, Jens Peter Maintza i Andrzeja Bauera.
Od marca 2015 wraz ze skrzypaczką Celiną Kotz oraz pianistą Łukaszem Trepczyńskim tworzą Trio im. Wiłkomirskich. Wydali płytę „Anton Arensky Piano Trios” – CD DUX 1320; Trio im. Wiłkomirskich.
Gra na wiolonczeli Thorstena Theisa z 2014 oraz Charlesa Gaillarda z 1867.

## Nagrody i wyróżnienia
- I nagroda na Międzynarodowym Konkursie Wiolonczelowym im. Kazimierza Wiłkomirskiego w Poznaniu (2008)
- I nagroda oraz nagroda specjalna na Międzynarodowym Konkursie Wiolonczelowym im. Friedricha Dotzauera w Dreźnie (2009)
- I nagroda na Międzynarodowym Konkursie Muzycznym w Oldenburgu (2011)
- Grand Prix na Międzynarodowym Konkursie Interpretacji Muzyki XX i XXI wieku w Radziejowicach (2013)
- Nagroda „Landgraf von Hessen Preis” dla najlepiej zapowiadającego się wiolonczelisty na Festiwalu Wiolonczelowym w Kronbergu (2014)
- II nagroda na konkursie solistów projektu „Morningside Music Bridge” w Calgary (2014)
- I nagroda na VII Międzynarodowym Konkursie Muzyki Kameralnej im. Johannesa Brahmsa w Gdańsku (2015)
- II nagroda na Międzynarodowym Konkursie „TONALI” w Hamburgu (2015)
- I nagroda i nagroda specjalna na X Międzynarodowym Konkursie Wiolonczelowym im. Witolda Lutosławskiego w Warszawie (2015)